# Dolsk
Dolsk és una ciutat de Polònia, es troba al voivodat de Gran Polònia, al powiat de Śrem, a 12 km al sud d'aquesta ciutat i a 46 km al sud de Poznań, capital del voivodat. El 2016 tenia 1.568 habitants.

## Història
La primera menció de la vila en un document escrit en polonès és la Butlla de Gniezno, del 1136. Aleshores l'indret era propietat dels bisbes de Gniezno. A mitjan segle xiii Dolsk passà a mans dels bisbes de Poznań, que foren els propietaris de la vila fins als repartiments de Polònia. La població es troba al mig de la ruta comercial que connecta Poznań amb Wrocław. Obtingué el privilegi de ciutat el 1359 gràcies al rei Casimir III. El 1797 la vila passà sota dominació prusiana. Durant la Segona Guerra Mundial 10 persones foren executades, fou finalment alliberada per l'Exèrcit Roig el 21 de gener de 1945.
Del 1975 al 1998 la ciutat formava part del territori del voivodat de Poznań, però d'ençà el 1999 forma part del voivodat de Gran Polònia.